# Ortensia
『Ortensia』（オルテンシア）は、テレビアニメ『おねがい☆ティーチャー』のサウンドトラックボックス・セットである。2007年7月25日にLantisより発売された。

## 概要
- 前作『Seratula』から約5年振りのリリース。
- テレビアニメの主題歌をはじめとするヴォーカル全10曲、オフヴォーカルディスク、I'veが手掛けたサウンドトラック、さらに黒田洋介書き下ろし「みずほ先生のはちみつ授業」を収録したドラマCDシリーズ全てを集大成した9枚組のCD-BOXである。
- 合田浩章描き下ろし表紙イラストの特製ブックレット、羽音たらく描き下ろしのインナーイラストによる化粧箱付デジパック仕様[2]。

## 曲目リスト

### Disc 1: Complete Vocal Collection
1. Shooting Star
作詞：KOTOKO / 作曲：折戸伸治 / 編曲：高瀬一矢 / 歌：KOTOKO
2. あの日の君へ
作詞：KOTOKO / 作曲・編曲：高瀬一矢 / 歌：KOTOKO
3. Senecio
作詞：KOTOKO / 作曲・編曲：中沢伴行 / 歌：詩月カオリ
4. そらは語らない
作詞：江幡育子 / 作曲：中沢伴行 / 編曲：南良樹 / 歌：井上喜久子
5. I can't get over your best smile
作詞：KOTOKO / 作曲・編曲：高瀬一矢 / 歌：KOTOKO
6. snow angel
作詞：KOTOKO / 作曲・編曲：高瀬一矢 / 歌：KOTOKO
7. tiny days
作詞：KOTOKO / 作曲・編曲：高瀬一矢 / 歌：川田まみ
8. いつも思ってること
作詞：江幡育子 / 作曲：中沢伴行 / 編曲：南良樹 / 歌：井上喜久子
9. 空の森で
作詞：田久保真見 / 作曲：折戸伸治 / 編曲：高瀬一矢 / 歌：川田まみ
10. LOVE A RIDDLE
作詞：KOTOKO / 作曲・編曲：高瀬一矢 / 歌：KOTOKO

### Disc 2: Complete Off Vocal Collection
1. Shooting Star
2. あの日の君へ
3. Senecio
4. そらは語らない
5. I can't get over your best smile
6. snow angel
7. tiny days
8. いつも思ってること
9. 空の森で
10. LOVE A RIDDLE

### Disc 3: Complete Sound Track I
1. 今、うん、いい感じ
2. どうしても、あなたが
3. こんなにも、あなたが
4. どうしようもなく、あなたが
5. 森野 苺～六年の重さで～
6. まいっちゃったなぁ
7. 男の子はがんばる
8. スペシャルピンチ
9. こんなデートはいかがです？
10. 虹は闇に隠れて消えた
11. 手を繋いで帰りたいのです
12. 加速する衝動
13. まりえ、どうしちゃったの！？
14. 間雲漂介～漂介クン、お大事に～
15. まほちゃんは、怒っています
16. いけません☆先生！
17. 有限で構わないと思う
18. 金曜日のステップ
19. 四道 跨～一度も使われてないよ～
20. ヘコみましたが
21. 儚く脆い心地
22. もう、風も見えない
23. 湖を眺めて
24. 刻の進みが遅い場所
25. でも、好き
26. 水面の月
27. 縁川小石～大人になるための空白～
28. Back Image Music

### Disc 4: Complete Sound Track II
1. 涙は夕陽の形を変えて
2. 見下ろせる場所があるということ
3. 瑞穂
4. オリオンの向こうに
5. そして、僕は、停まる
6. 先生が遠すぎて
7. 水澄 楓～青色の夢～
8. 草薙 桂～月の木を刈って～
9. 風見みずほ～愛しちゃって下さい～
10. なにも起こらないんだ
11. あの過去のあの影の君
12. 最優先事項よ
13. 伝えたいことがあるんだ
14. 君はそのままで
15. 光と空の午後
16. 森を抱きしめて
17. 君といられますように
18. 二人の軌跡
19. 今、うん、いい感じ（リズムVer.）
20. どうしても、あなたが（リズムVer.）
21. まいっちゃったなぁ（リズムVer.）
22. スペシャルピンチ（リズムVer.）
23. 間雲漂介～漂介クン、お大事に～（リズムVer.）
24. ヘコみましたが（リズムVer.）
25. なにも起こらないんだ（Ver.2）
26. あの過去のあの影の君（Ver.2）
27. 最優先事項よ（リズムVer.）
28. 伝えたいことがあるんだ（リズムVer.）
29. まほちゃんは、怒っています（リズムVer.）

### Disc 5: みずほ先生のはちみつ授業 I「みずほ先生にドッキリ」
1. みずほ先生のプロローグ
2. 第1話 みずほ先生って,どんな人?
3. 第2話 みずほ先生への質問
4. 第3話 みずほ先生とお話し
5. 第4話 みずほ先生の秘密
6. 第5話 みずほ先生の手料理
7. 第6話 みずほ先生とジョギング
8. 第7話 みずほ先生とお散歩
9. 第8話 みずほ先生で会議
10. 第9話 みずほ先生の水着
11. 第10話 みずほ先生のテスト
12. 第11話 みずほ先生と追試
13. 第EX話 みずほ先生のお勉強
14. みずほ先生のエピローグ
15. みずほ先生の試験結果

### Disc 6: みずほ先生のはちみつ授業 II「みずほ先生でいゃぁん」
1. みずほ先生のプロローグ
2. 第12話 みずほ先生と桂君
3. 第13話 みずほ先生を監視
4. 第14話 みずほ先生の空と雲
5. 第15話 みずほ先生の雨宿り
6. 第16話 みずほ先生のやきもち
7. 第17話 みずほ先生のホームルーム
8. 第18話 みずほ先生と山田先生
9. 第19話 みずほ先生のキャア！
10. 第20話 みずほ先生のアドバイス
11. 第21話 みずほ先生の夢
12. 第22話 みずほ先生のおねがい
13. 第EX話 みずほ先生の冒険
14. みずほ先生のエピローグ
15. みずほ先生の野望

### Disc 7: みずほ先生のはちみつ授業 III「みずほ先生でばかぁん」
1. みずほ先生のプロローグ
2. 第23話 みずほ先生の幸せ
3. 第24話 みずほ先生のアルバイト
4. 第25話 みずほ先生の喪失
5. 第26話 みずほ先生が妹?
6. 第27話 みずほ先生のイメチェン
7. 第28話 みずほ先生の個人面談
8. 第29話 みずほ先生が恋人
9. 第30話 みずほ先生と一緒
10. 第31話 みずほ先生がライバル
11. 第32話 みずほ先生の進路指導
12. 第33話 みずほ先生の訓辞
13. 第EX話 おねがい☆ティーチャーif
14. エピローグ みすほ先生のエピローグ
15. みずほ先生のダメ出し

### Disc 8: みずほ先生のはちみつ授業 IV「みずほ先生のちょっとだけよ」
1. みずほ先生のプロローグ
2. 第34話 みずほ先生の夏休み
3. 第35話 みずほ先生の誤解
4. 第36話 みずほ先生にナンパ？
5. 第37話 みずほ先生がしもべ
6. 第38話 みずほ先生の生活
7. 第39話 みずほ先生と晴子ちゃん
8. 第40話 みずほ先生の涙
9. 第41話 みずほ先生の教え子
10. 第42話 みずほ先生のすごいこと
11. 第43話 みずほ先生の子供
12. 第44話 みずほ先生と加速
13. みずほ先生のエピローグ
14. みずほ先生のはちみつ授業

### Disc 9: みずほ先生のスーパーはちみつ授業 I・II
1. みずほ先生のスーパーはちみつ授業 I みずほ先生のイカリング
2. みずほ先生のスーパーはちみつ授業 II みずほ先生の大切なモノ